# Chassan Uwaissowitsch Baissangurow
Chassan Uwaissowitsch Baissangurow (russisch Хасан Увайсович Байсангуров; * 14. Juni 1997 in Samaschki, Russland) ist ein russischer Boxer im Mittelgewicht und aktueller ungeschlagener WBA Inter-Continental Champion.

## Profikarriere
Am 14. September 2013 schlug Baissangurow den Ukrainer Oleksij Koslow in einem auf vier Runden angesetzten Fight einstimmig nach Punkten, dies war sein Debütkampf.
Mitte November 2015 trat er gegen Marcelo Ruben Molina um die vakante Jugendweltmeisterschaft des Verbandes WBO an; dieser Kampf war auf 10 Runden angesetzt. Baissangurow schlug Ruben Molina bereits in der 2. Runde schwer K. o.
Im Mai 2018 trat er gegen Guido Nicolas Pitto in einem auf 12 Runden angesetzten Gefecht um den ebenfalls vakanten Inter-Continental-Titel der WBA an und siegte durch einstimmige Punktrichterentscheidung. 